# Daniel Lehu
Daniel Lehu est un nageur et joueur de water-polo français né le 15 février 1896 à Tourcoing et mort le 20 mai 1979 dans la même ville.
En natation, il est membre de l'équipe de France aux Jeux olympiques d'été de 1920, participant aux séries du 100 mètres dos.
Il est six fois champion de France du 100 mètres dos (en 1911, 1912, 1913, 1919, 1920 et 1921) et champion de France du 200 mètres brasse en 1913.
Il compte aussi deux sélections en équipe de France de water-polo masculin.
En club, il a été licencié aux Enfants de Neptune de Tourcoing.